# Danh sách xí nghiệp Bắc Triều Tiên

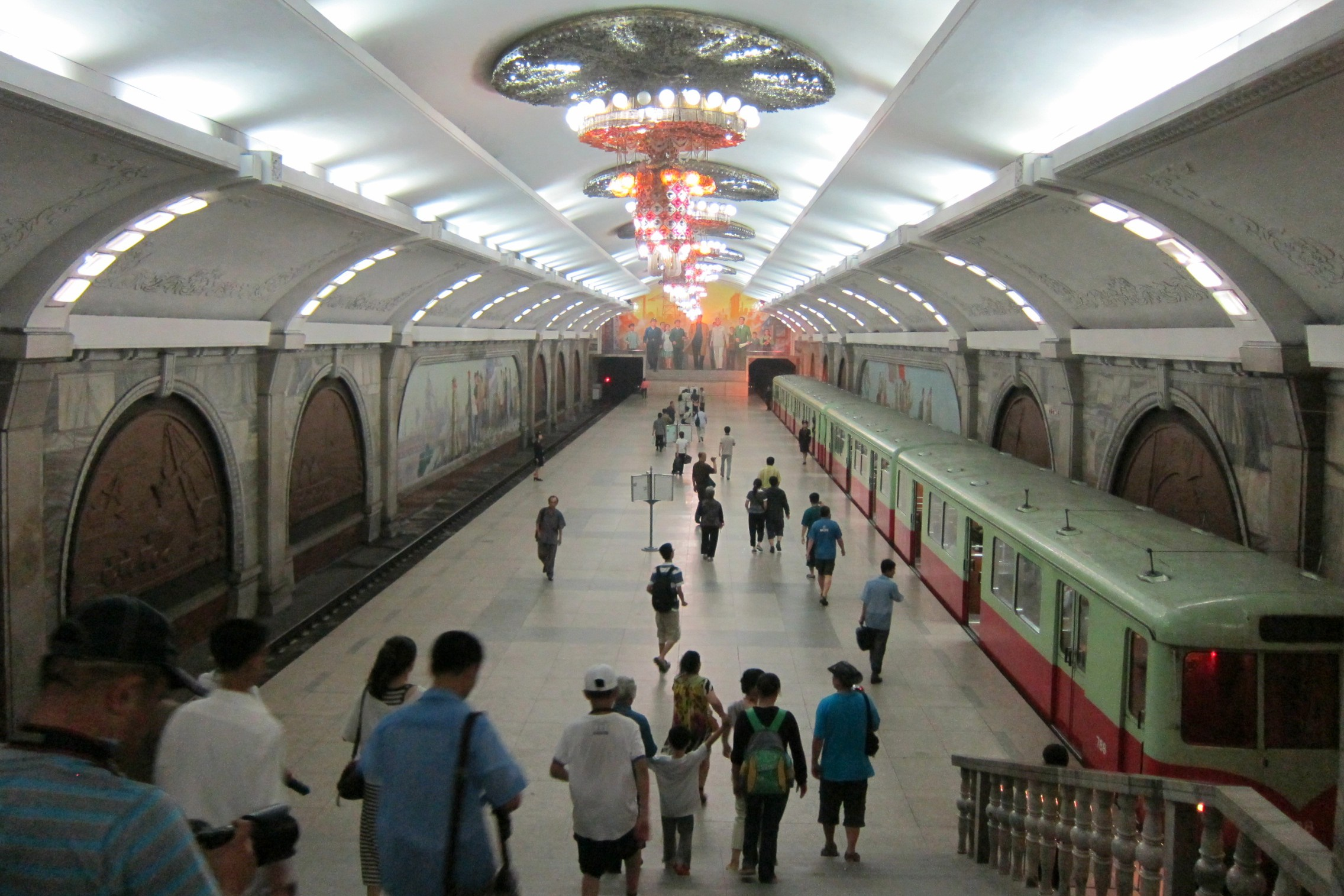
Tàu điện ngầm Bình Nhưỡng là hệ thống tàu điện ngầm sâu nhất thế giới với độ sâu gần 110m, sâu gấp đôi so với các boongke chống bom hạt nhân

Vị trí nước Cộng hòa Dân chủ Nhân dân Triều Tiên trên bản đồ

Cộng hòa Dân chủ Nhân dân Triều Tiên (hay Bắc Triều Tiên) là một quốc gia ở Đông Á, nằm ở phần phía bắc của bán đảo Triều Tiên. Bản thân họ cũng tuyên bố chủ quyền toàn vẹn lãnh thổ đối với khu vực tương đương với lãnh thổ Hàn Quốc ngày nay. Qua thời gian, đất nước Bắc Triều Tiên dần tự mình tách ra khỏi phong trào cộng sản trên thế giới. Tư tưởng Chủ thể (Juche), vốn là ý thức hệ của một quốc gia độc lập tự cường, đã được đưa vào Hiến pháp nước này như một sự "vận dụng sáng tạo chủ nghĩa Mác-Lênin" vào năm 1972. Tư liệu sản xuất do nhà nước sở hữu thông qua các doanh nghiệp do nhà nước vận hành và các nông trang tập thể. Đại đa phần các dịch vụ như y tế, cấp phát nhà ở và chế biến lương thực thực phẩm là được nhà nước bao cấp hoặc tài trợ. Giai đoạn từ năm 1994 đến năm 1998, Bắc Triều Tiên phải đối mặt với nạn đói khủng khiếp gây ra cái chết của khoảng 0,24 đến 3,5 triệu người, sau đó quốc gia này lại phải tiếp tục vật lộn với vấn đề sản xuất lương thực thực phẩm. Bắc Triều Tiên theo đuổi chính sách Tiên quân chính trị (Songun), tức "quân đội trên hết" hay "ưu tiên quân đội trước hết". It is the country with the highest number of military and paramilitary personnel, with a total of 9,495,000 active, reserve, and paramilitary personnel. Its active duty army of 1.21 million is the fourth largest in the world, xếp sau Trung Quốc, Hoa Kỳ và Ấn Độ.
Vì Bắc Triều Tiên là nền kinh tế kế hoạch hóa tập trung, cho nên gần như có rất ít doanh nghiệp hoạt động tại đây và chúng đều được chính phủ trực tiếp đứng ra quản lý.

## Các đơn vị xí nghiệp tiêu biểu
Danh sách dưới đây bao gồm các công ty xí nghiệp tiêu biểu với trụ sở chủ yếu đặt tại quốc nội. Các lĩnh vực ngành nghề được phân loại theo chuẩn ICB (Industry Classification Benchmark). Các đơn vị đã dừng hoạt động vẫn được liệt kê ở đây và được ghi chú là Ngừng hoạt động.
| Name                                                            | Industry           | Sector                       | Headquarters | Founded | Notes                                                                         |
| --------------------------------------------------------------- | ------------------ | ---------------------------- | ------------ | ------- | ----------------------------------------------------------------------------- |
| Air Koryo                                                       | Dịch vụ dân dụng   | Hàng không                   | Bình Nhưỡng  | 1950    | Flag airline                                                                  |
| Central Bank of the Democratic People's Republic of Korea       | Financials         | Banks                        | Bình Nhưỡng  | 1959    | Central bank                                                                  |
| Nhà xuất bản Ngoại ngữ                                          | Dịch vụ tiêu dùng  | Xuất bản                     | Bình Nhưỡng  | 1949    | Xuất bản                                                                      |
| Foreign Trade Bank of the Democratic People's Republic of Korea | Tài chính          | Ngân hàng                    | Bình Nhưỡng  | 2005    | Ngân hàng                                                                     |
| Kim Chong-t'ae Electric Locomotive Works                        | Công nghiệp        | Đường sắt                    | Bình Nhưỡng  | 1945    | Đường sắt                                                                     |
| Korea Computer Center                                           | Công nghệ          | Internet                     | Bình Nhưỡng  | 1990    | Nghiên cứu công nghệ thông tin, internet                                      |
| Korea General Chemicals Trading                                 | Basic materials    | Commodity chemicals          | Bình Nhưỡng  | ?       | Tập đoàn hóa chất, nhựa                                                       |
| Korea General Machinery Trading Corporation                     | Công nghiệp        | Đa ngành nghề                | Bình Nhưỡng  | ?       | Công cụ máy móc, hydroelectrics                                               |
| Korea General Magnesia Clinker Industry Group                   | Basic materials    | Nonferrous metals            | Bình Nhưỡng  | ?       | Tập đoàn công nghiệp nặng, non-ferrous metals, khai mỏ                        |
| Korea General Zinc Industry Group                               | Basic materials    | Nonferrous metals            | Bình Nhưỡng  | ?       | Non-ferrous metals, khai mỏ                                                   |
| Korea Mining and Development Trading Corporation                | Công nghiệp        | Quốc phòng                   | Bình Nhưỡng  | ?       | State-owned arms dealer                                                       |
| Korea Ponghwa General Corporation                               | Hàng hóa tiêu dùng | Quần áo & phụ kiện           | Bình Nhưỡng  | ?       | Tập đoàn công nghiệp nhẹ, quần áo, rucksacks, túi xách                        |
| Korea Sinhung Trading Corporation                               | Hàng hóa tiêu dùng | Durable household products   | Bình Nhưỡng  | ?       | Thiết bị gia dụng và nội thất                                                 |
| Korea Sogyong Trading Corporation                               | Hàng hóa tiêu dùng | Thuốc lá                     | Bình Nhưỡng  | ?       | Carpets, thuốc lá                                                             |
| Korea Unha General Trading Corporation                          | Hàng hóa tiêu dùng | Quần áo & phụ kiện           | Bình Nhưỡng  | ?       | Xuất/nhập khẩu, dệt may                                                       |
| Korean Ocean Shipping Agency                                    | Công nghiệp        | Hàng hải                     | Bình Nhưỡng  | 1956    | Đóng tàu, pilotage, logistics                                                 |
| Koryolink                                                       | Viễn thông         | Viễn thông di động           | Bình Nhưỡng  | 2008    | Nhà cung cấp mạng 3G, là một phần của công ty Veon (Hà Lan)                   |
| Mansudae Art Studio                                             | Dịch vụ tiêu dùng  | Phát sóng & giải trí         | Bình Nhưỡng  | 1959    | Studio nghệ thuật                                                             |
| Mansudae Overseas Project Group of Companies                    | Công nghiệp        | Heavy construction           | Bình Nhưỡng  | 1967    | Monuments and memorials, là một phần của Mansudae Art Studio                  |
| Naegohyang                                                      | Đa dạng            | Đa dạng                      |              |         | Tập đoàn kinh tế đa ngành nghề                                                |
| Noko Jeans                                                      | Hàng hóa tiêu dùng | Quần áo & phụ kiện           | Bình Nhưỡng  | 2007    | First denim jeans production company in North Korea, ngừng hoạt động năm 2011 |
| Nosotek                                                         | Technology         | Computer services            | Pyongyang    | 2008    | IT joint venture                                                              |
| Okryu-gwan                                                      | Consumer services  | Restaurants & bars           | Pyongyang    | 1960    | Restaurant in Pyongyang                                                       |
| Pyongyang                                                       | Consumer services  | Restaurants & bars           | Pyongyang    | ?       | Restaurant chain                                                              |
| Pyongyang Chewing Gum Factory                                   | Consumer goods     | Food products                | Pyongyang    | 2003    | Gum                                                                           |
| Ryonbong                                                        | Industrials        | Industrial machinery         | Pyongyang    | ?       | Machine/materials export                                                      |
| SEK Studio                                                      | Consumer services  | Broadcasting & entertainment | Pyongyang    | 1957    | Animation services                                                            |
| Sungri Motor Plant                                              | Industrials        | Industrial Machinery         | Tokchon      | 1950    | Motors                                                                        |
| SunNet                                                          | Telecommunications | Mobile telecommunications    | Pyongyang    | 2002    | Mobile network, defunct 2010                                                  |
| Taedonggang Brewing Company                                     | Consumer goods     | Brewers                      | Pyongyang    | 2000    | Brewery                                                                       |
| Taep'oong International Investment Group of Korea               | Tài chính          | Dịch vụ đầu tư               | Bình Nhưỡng  | ?       | Đầu tư                                                                        |

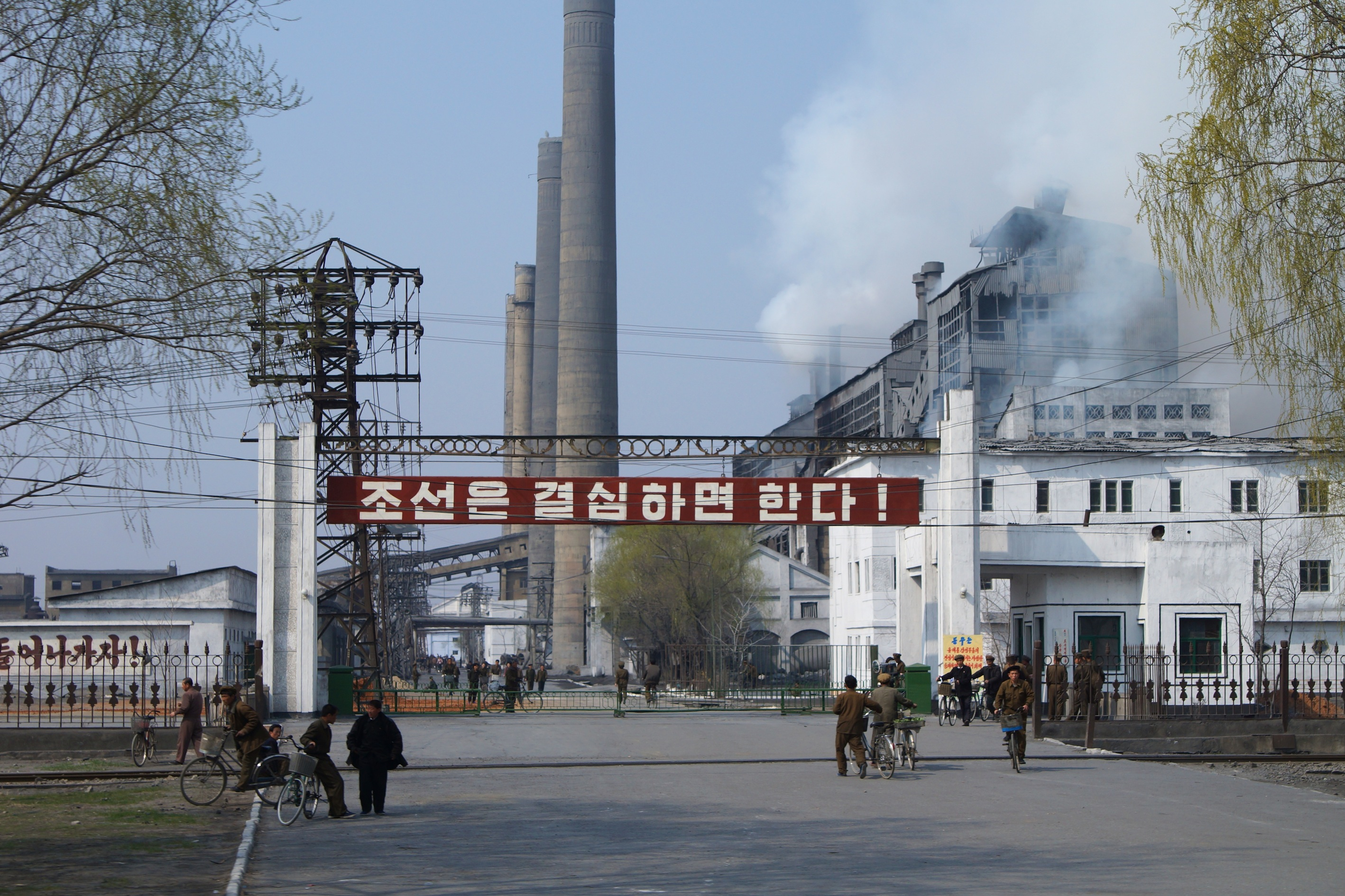
Nhà máy xí nghiệp ở TP. Hamhung.
Một cơ sở nhà máy với công cụ-máy móc ở TP. Huichon.
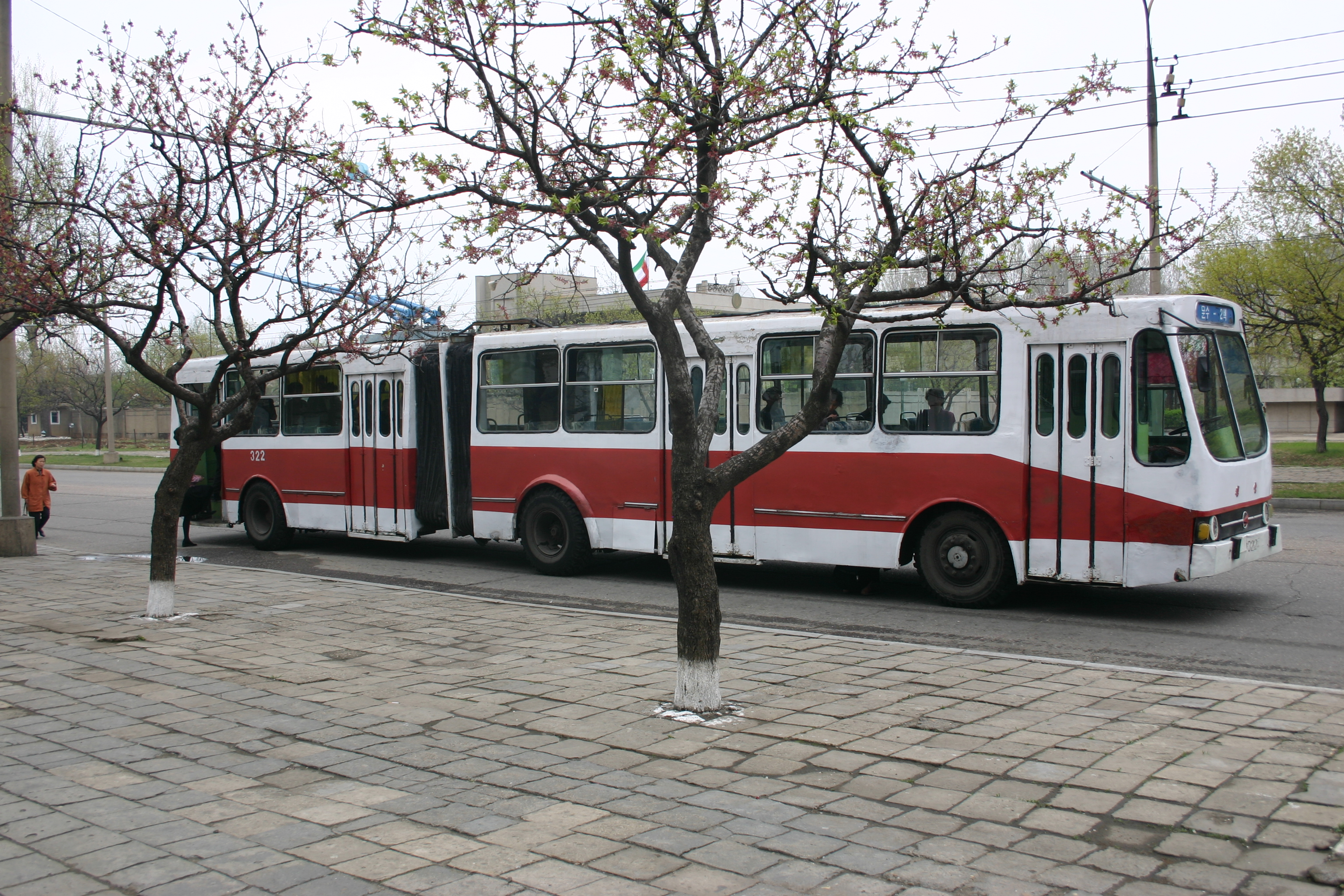
Tàu điện do Bắc Triều Tiên sản xuất, chiếc Chollima 90.

### Các tác phẩm được trích dẫn
- "Country Profile: North Korea" (PDF). Library of Congress – Federal Research Division. tháng 7 năm 2007. Truy cập ngày 4 tháng 7 năm 2009.
- French, Paul (2007). North Korea: The Paranoid Peninsula: A Modern History . Zed Books.
- Martin, Bradley K. (2004). Under the Loving Care of the Fatherly Leader: North Korea and the Kim Dynasty. New York City, New York: Thomas Dunne Books. ISBN 0-312-32322-0.